# Calibre 50
Pour les articles homonymes, voir Calibre.
Calibre 50 est un groupe mexicain de norteño, originaire de Mazatlán, dans l'État de Sinaloa. Le groupe est emblématique parmi ceux qui ont popularisé la variante du style sierreño-banda, et d'un mouvement musical controversé nommé « movimiento alterado ».

## Histoire
En décembre 2009, Edén Muñoz, à la suite de désaccord avec les membres du groupe Colmillo Norteño, dans lequel il occupe le poste d'accordéoniste et de chanteur, décide de le quitter pour fonder son propre groupe. Il recrute alors le guitariste Armando Ramos, le batteur Augusto Guido et le tubiste Martin López Camacho (« El Trompudo »). Ils créent alors le groupe Puro Colmillo Norteño, et enregistrent sous ce nom leur premier album Renovar o morir dont ils tirent le single El Infiernito qui leur ouvre les portes des radios. À la suite d'une plainte ou d'une discussion avec Jacinto Osuna, le créateur du groupe Colmillo Norteño original, les membres du groupe décident de le rebaptiser, à la fin de 2010, « Calibre 50 ».
L'idée que porte le nom « Calibre 50 », est que la musique du groupe est puissante comme une balle et qu'elle est faite pour traverser les frontières avec une force si puissante que seuls Dieu et le public peuvent l'arrêter ou l'augmenter,,. En janvier 2014, Martín López et Augusto Guido quittent Calibre 50, pour former le groupe La Iniciativa.
En 2015, Calibre 50 interprète Aunque ahora estés con él qui est le thème principal de la série télévisée Que te perdone Dios qui procure à cette chanson et au groupe une large écoute dans tous les pays d'Amérique. Le 23 septembre 2016, Calibre 50 publie l'album Desde el rancho qui contient notamment la chanson Siempre te voy a querer. Avec plus de 380 millions de vues sur YouTube, la chanson devient l'un des morceaux d'accordéons les plus écoutés et un standard de fait de la musique norteña.
Le 11 mars 2018, au rodéo de Houston, dans le cadre du Go Tejano Day, Calibre 50 a établi un record de places vendues en jouant devant 75 565 spectateurs,. Le 1er septembre 2018, Eden Muñoz reçoit, des mains de Celeste Zendejas, la directrice de SESAC (en) Latina, à l'issue du premier concert du groupe à l'Auditorium Nacional de Chapultepec à Mexico, le titre de « compositeur de l'année ». En août 2019, Calibre 50 et la Banda Carnaval animent gratuitement le diner de la Journée de la police de l'état (Día del policía estatal) de Silanoa, Centro de Eventos Figlostase à Culiacán.
Le 16 décembre 2021, la revue Rolling Stone classe l'album Vamos bien de Calibre 50, à la vingt-deuxième place sur trente-cinq, des meilleurs albums en langue espagnole de l'année. Le 24 janvier 2022, le label discographique Lizos Music annonce qu'Eden Munõz rejoint son catalogue d'artistes. Le 1er mars 2022, Calibre 50, annonce, à l'issue de cinq semaines d'auditions dont des extraits sont diffusés sur les réseaux sociaux du groupe, que Tony Elizondo est le nouveau chanteur du groupe ,. Le 8 avril 2022, Calibre 50, annonce à la presse et à ses abonnés sur les réseaux sociaux, l'arrivée dans le groupe d'Ángel Saucedo en tant qu'accordéoniste et second chanteur.

## Polémiques

### Appartenance au «Movimiento Alterado»
Les membres de Colmillo Norteño ont revendiqué être les inventeurs du style musical ou sous genre musical « Norteño Banda ». Les groupes qui ont adopté ce style, remplacent l'instrument tololoche ou basse électrique, chargé de fournir la ligne de basse dans un orchestre norteño classique, par un tuba,,.
Parce que de nombreux groupes du Movimiento Alterado ont adopté cette formule, parce que les corridos de Calibre 50 utilisent le principe d'écriture selon lequel le chanteur s'exprime à la première personne à la place du héros, la censure dont calibre 50 a fait l'objet sur les radios mexicaines à cause de paroles trop explicites, son interdiction à se produire, à cause du contenu des textes de certaines chansons, dans l'état de Sinaloa dont les musiciens sont originaires et où ils résident, la participation du groupe à des manifestations commerciales du « Movimiento Alterado », ont eu tendance à le rendre emblématique de celui-ci et créé pas mal de confusion à son sujet. Eden Muñoz a souvent confirmé que le groupe, encore qu'il est connu pour les allusions crues et les mots à double sens que ses chansons contiennent, ne s'est jamais situé dans ce courant, mais a plutôt pour habitude de toujours ramer à contresens vis-à-vis de tous les sujets.
Juan Rogelio Ramírez Paredes cite un incident (ou pseudo incident) qui s'est déroulé en 2011, dans le cadre d'un concert « Banda vs. Movimiento Alterado », au stade Xochimilco à Mexico, pendant laquelle Eden Muñoz interrompt les rappels de la Banda El Recodo Banda El Recodo, en faisant allumer les éclairages et diffuser une vidéo dans laquelle il proclame « Somos la nueva generación del corrido: somos los que mandamos ahora » (« Nous sommes la nouvelle génération du corrido : c'est nous qui commandons maintenant. »), et conclut que les musiciens du Movimiento Alterado montrent peu de respect pour ceux des générations précédentes.
Rétrospectivement, (l'étude de Juan Rogelio Ramírez Paredes sur le Movimiento Alterado date de 2012), l'observation paraît peu pertinente. À la même époque, Eden Muñoz composait aussi des chansons pour la Banda Carnaval,, tandis qu'Augusto Guido collaborait avec le Conjunto Atardecer. Même la prévision économique est fausse : Calibre 50 reste une PME qui emploie 75 personnes, El Recodo reste une institution qui emploie plusieurs centaines de personnes, et qui facture entre 100 000 et 200 000 dollars trois heures d'animation.

### Concerts interdits
Le 7 avril 2014, le gouverneur Rafael Moreno Valle Rosas de l'état de Puebla impose à la société « Gallística del Noreste », chargée d'organiser le festival de combats de coqs de déprogrammer les concerts de Calibre 50 et d'Alfredo Rios "el Komander" respectivement prévus les 13 avril 2014, et le 1er mai 2014, parce que « ante la apología del delito que llevan en sus presentaciones públicas » (« Eu égard à l'apologie des délits dont ils sont porteurs pendant leurs représentations publiques ». Alfredo Rios "el Komander" réagit sur les réseaux sociaux en publiant une citation du journaliste et écrivain Sergio Sarmiento (es) « La censura es la característica distintiva de un régimen autoritario », Calibre 50 confirme simplement l'annulation du concert. Les deux artistes répondent à la censure en publiant le 2 septembre 2014, le corrido Qué tiene de malo dont le protagoniste demande aux hommes politiques pourquoi ils se préoccupent du fait que ses goûts vestimentaires ou le fait de porter la barbe découle de sa passion pour les narcocorridos, mais pourquoi ils ne critiquent pas, le fait qu'il se tue au travail,.

### El Día del Niño
En 2014, Calibre 50 a déclenché une polémique, en invitant, au travers de sa page Facebook, à l'occasion du « Día del Niño » et de son compte Twitter, les enfants à lui faire parvenir, entre le 8 et le 21 avril, des enregistrements dans lesquels ils chantaient des narcorridos. Le groupe a reçu plus de 150 vidéos qui mettaient en scène des enfants de moins de 12 ans et dont les plus jeunes avaient tout juste deux ans. Parmi les vidéos qu'ils ont reçues, les membres du groupe en ont sélectionné 49 qu'ils considéraient les meilleures afin de les soumettre aux suffrages de leurs fans, et de désigner ceux qui recevraient du label Andaluz Music une récompense. Bizarrement gérée par le groupe, l'initiative engendre de l'incompréhension tous azimuts : certains parents (qui ont procédé à l'enregistrement de leurs rejetons et mis en ligne la vidéo qu'ils ont, eux-mêmes, réalisée) se plaignent de ne pas avoir été récompensés, certains médias commentent le sujet tout en incluant nombre de contresens dans leurs exemples,.

### Mariage de Alejandrina Guzmán Salazar
Le 25 janvier 2020, Alejandrina Guzmán Salazar, fille du narcotrafiquant Joaquín Guzmán (dit « El Chapo »), épouse dans le cadre d'un fastueux mariage, à la cathédrâle de Culiacán dans l'état de Sinaloa, Édgar Cázares, un neveu de Blanca Margarita Cázares, surnommée « l'impératrice du narco-trafic » qui avait été sanctionnée par trésor des États-Unis, qui avait identifié, en 2007, son « système sophistiqué de blanchiment d'argent ». Les médias sont intrigués par le fait qu'une partie de l'animation de la fête a été assurée par des artistes comme Julion Alvarez (es), José Manuel Figueroa (es) (fils de la vedette disparue en 2015, Joan Sebastian, et Calibre 50. Interrogé par la presse à l'occasion de son passage à l'aéroport de Mexico, Eden Muñoz s'est défendu d'avoir d'autre relation avec les membres ou la famille du couple que le contrat que le groupe a exécuté,.

### À propos de l'image des femmes
En février 2020, les membres de Calibre 50 ont admis publiquement que certaines des chansons qui leur ont permis d'atteindre la gloire ne sont pas pour tous les goûts. Le groupe entend laisser derrière lui les chansons qui ont fini par être classées comme misogynes et se concentre sur des compositions qui peuvent être entendues par un public familial, comme la chanson Que Sea qu'il a conçu en duo avec Joan Sebastian,.

## Membres

### Membres actuels
- Tony Elizondo – première voix
- Angel Ismael Saucedo – voix, accordéon[note 16]
- Armando Ramos (Jesús Armando Ramos Celis) – deuxième voix et guitare à douze cordes)
- Alejandro Gaxiola – tuba)
- Erick García – batterie

### Anciens membres
- Edén Muñoz – voix, accordéon diatonique (2010-2022),
- Martin López Camacho (« El Trompudo ») – tuba
- Augusto Guido – batterie

## Apparitions publiques

### Télévision
| Date        | Chaîne                     | Pays       | Émission                  | Œuvres présentées                      |
| ----------- | -------------------------- | ---------- | ------------------------- | -------------------------------------- |
| 5 mars 2017 | Turner Broadcasting System | États-Unis | Team Coco (Conan O'Brien) | Team Coco, « Siempre Te Voy A Querer » |

### Concerts
| Date               | Pays       | Ville       | Salle                                                                   |
| ------------------ | ---------- | ----------- | ----------------------------------------------------------------------- |
| 21 novembre 2013   | États-Unis | Las Vegas   | Mandalay Bay Events Center                                              |
| 16 octobre 2015    | États-Unis | Los Angeles | Microsoft Theater                                                       |
| 11 mars 2018       | États-Unis | Houston     | NRG Stadium, RodeoHouston and Go Tejano Day                             |
| 1er septembre 2018 | Mexique    | Mexico      | Auditorium Nacional de Chapultepec à Mexico                             |
| 8 octobre 2018     | Mexique    | Zapopan     | Auditorium Telmex (es) (centre culturel de l'Université de Guadalajara) |
| 9 mai 2019         | Mexique    | Guadalupe   | Domo Care Monterrey                                                     |

## Discographie

### Titres enregistrés par d'autres artistes
| Titre                     | Auteurs                                                           | Année/Date       | Artistes                                                               | Album                         | Éditeur                               |
| ------------------------- | ----------------------------------------------------------------- | ---------------- | ---------------------------------------------------------------------- | ----------------------------- | ------------------------------------- |
| Aunque Ahora Estés Con El | Jorge Eduardo Murguia Pedraza Mauricio Hernández López de Arriaga | 20 octobre 2017  | Ricardo Montaner                                                       | Ida y Vuelta Edición Especial | Sony Music Entertainment US Latin LLC |
| Simplemente Gracias       | Edén Muñoz                                                        | 20 juillet 2019  | Marian Oviedo                                                          |                               | Little Moon Music/SHEO Music          |
| El Amor No Fue Pa Mi      | Eden Muñoz                                                        | 15 avril 2019    | Grupo Firme                                                            | « - »                         | Music VIP Entertainment Inc.          |
| El Amor No Fue Pa Mi      | Eden Muñoz                                                        | 2 juillet 2019   | La Unica Banda                                                         | « - »                         | Mira que Bonito                       |
| El Amor No Fue Pa Mi      | Eden Muñoz                                                        | 7 juillet 2019   | Los Ninis                                                              | « - »                         | San Records Inc                       |
| El Amor No Fue Pa Mi      | Eden Muñoz                                                        | 8 juillet 2019   | El Poder de Tierra Caliente                                            | Brindando por Ellas « - »     | Tierra Caliente Music Discos America  |
| El Amor No Fue Pa Mi      | Eden Muñoz                                                        | 5 septembre 2019 | Legión 3                                                               | « - »                         | ONErpm                                |
| El Amor No Fue Pa Mi      | Eden Muñoz                                                        | 25 novembre 2019 | Dubai Norteńo Banda (Kike Hernandez)                                   | « - »                         |                                       |
| El Amor No Fue Pa Mi      | Eden Muñoz                                                        | 22 décembre 2019 | Grupo Los Exclusivos                                                   | « - »                         |                                       |
| El Amor No Fue Pa Mi      | Eden Muñoz                                                        | 14 février 2020  | Mariachis Mexico Lindo                                                 | « - »                         | México Lindo Records                  |
| El Amor No Fue Pa Mi      | Eden Muñoz                                                        | 29 février 2020  | Banda Las Inolvidables                                                 | « - »                         |                                       |
| El Amor No Fue Pa Mi      | Eden Muñoz                                                        | 11 mars 2020     | Fer y Sus Fanaticos de la Sierra                                       | « - »                         |                                       |
| El Amor No Fue Pa Mi      | Eden Muñoz                                                        | 13 mars 2020     | La Historia De México                                                  | El Amor No Fue Pa' Mí « - »   | Skalona Records                       |
| El Amor No Fue Pa Mi      | Eden Muñoz                                                        | 13 août 2020     | Luis Angel Franco “El Flaco” Eduin Caz Pancho Barraza Vincen Melendres | « - »                         |                                       |

## Principaux succès
| Billboard logo         |
| Mexico Popular Airplay |
| Vamos Bien             |
| 13 mars 2021           |
|                        |
| Classé pendant         |
| 7 semaines             |

## Popularité
| Média     | Chaîne              | Date              | Nombre d'abonnés ou d'auditeurs | Nombre de vues ou de téléchargements |
| --------- | ------------------- | ----------------- | ------------------------------- | ------------------------------------ |
| YouTube   | Calibre 50          | 30 septembre 2020 | 4,94 Millions                   | 3 687 040 908                        |
| YouTube   | Calibre 50          | 23 août 2022      | 6,94 Millions                   | 6 400 146 878                        |
| Instagram | Calibre 50 official | 30 septembre 2020 | 1,5 million                     |                                      |
| Facebook  | Calibre 50          | 30 septembre 2020 | 14 773 861                      |                                      |
| Spotify   | Calibre 50          | 30 septembre 2020 | 6 034 889                       |                                      |
| Spotify   | Calibre 50          | 24 août 2022      | 12 140 709                      |                                      |

## Reconnaissances professionnelles

### Premios Lo Nuestro
| Premios lo nuestro fantasy logo | Catégorie                                            | Œuvre                | Artistes                           | Résultat   |
| 2012                            | Mejor Artista Revelación del Año, Regional Mexicano  |                      | Calibre 50                         | Lauréat    |
| 2019                            | Canción Del Año                                      | Mitad y mitad        | Calibre 50                         | Nomination |
| 2019                            | Canción Del Año Regional Mexicano                    | Mitad y mitad        | Calibre 50                         | Nomination |
| 2019                            | Grupo o Dúo Del Año, Regional Mexicano               |                      | Calibre 50                         | Lauréat    |
| 2019                            | Canción Norteña Del Año, Regional Mexicano           | Mitad y mitad        | Calibre 50                         | Lauréat    |
| 2019                            | Sencillo Del Año                                     | Mitad y mitad        | Calibre 50                         | Nomination |
| 2020                            | Álbum del Año                                        |                      | Calibre 50                         | Nomination |
| 2020                            | Grupo o Dúo del Año, Regional Mexicano               |                      | Calibre 50                         | Lauréat    |
| 2020                            | Canción Norteña del Año, Regional Mexicano           | Simplemente gracias  | Calibre 50                         | Lauréat    |
| 2021                            | Canción Del Año                                      | Solo Tú              | Calibre 50                         | Nomination |
| 2021                            | Canción Del Año, Regional Mexicano                   | Solo Tú              | Calibre 50                         | Nomination |
| 2021                            | Grupo o Dúo Del Año, Regional Mexicano               |                      | Calibre 50                         | Nomination |
| 2021                            | Canción Norteña Del Año, Regional Mexicano           | Solo Tú              | Calibre 50                         | Nomination |
| 2021                            | Álbum Del Año, Regional Mexicano                     | Simplemente Gracias  | Calibre 50                         | Nomination |
| 2022                            | Álbum Del Año                                        | Vamos Bien           | Calibre 50                         | Nomination |
| 2022                            | Álbum Del Año, Regional Mexicano                     | Vamos Bien           | Calibre 50                         | Nomination |
| 2022                            | Canción del año, Regional mexicano                   | A la antigüita       | Calibre 50                         | Lauréat    |
| 2022                            | Canción Norteña del Año                              | Te volvería a elegir | Calibre 50                         | Lauréat    |
| 2022                            | Grupo o Dúo Del Año, Regional Mexicano               |                      | Calibre 50                         | Nomination |
| 2022                            | La Mezcla perfecta del Año                           | 100 Años             | Calibre 50, Carlos Rivera, Maluma. | Nomination |
| 2022                            | Colaboración Del Año, Regional Mexicano              | 100 Años             | Calibre 50, Carlos Rivera, Maluma. | Nomination |
| 2022                            | Canción Mariachi/Ranchera del Año, Regional Mexicano | 100 Años             | Calibre 50, Carlos Rivera, Maluma. | Lauréat    |

### Premios Juventud
| Année | Prix             | Catégorie                                         | Œuvre                     | Résultat |
| ----- | ---------------- | ------------------------------------------------- | ------------------------- | -------- |
| 2014  | Premios Juventud | Grupo o Dúo Regional del Año                      |                           | Nommé    |
| 2014  | Premios Juventud | Solista o Grupo Revelación del Año                |                           | Nommé    |
| 2014  | Premios Juventud | Artista Norteño del Año                           |                           | Nommé    |
| 2014  | Premios Juventud | Regional Mexican Norteño Duo or Group of the Year |                           | Nommé    |
| 2015  | Premios Juventud | Mi Letra Favorita                                 | Contigo                   | Gagnant  |
| 2015  | Premios Juventud | Mejor Tema Novelero                               | Aunque ahora estés con él | Gagnant  |